# Giacinto Gimignani

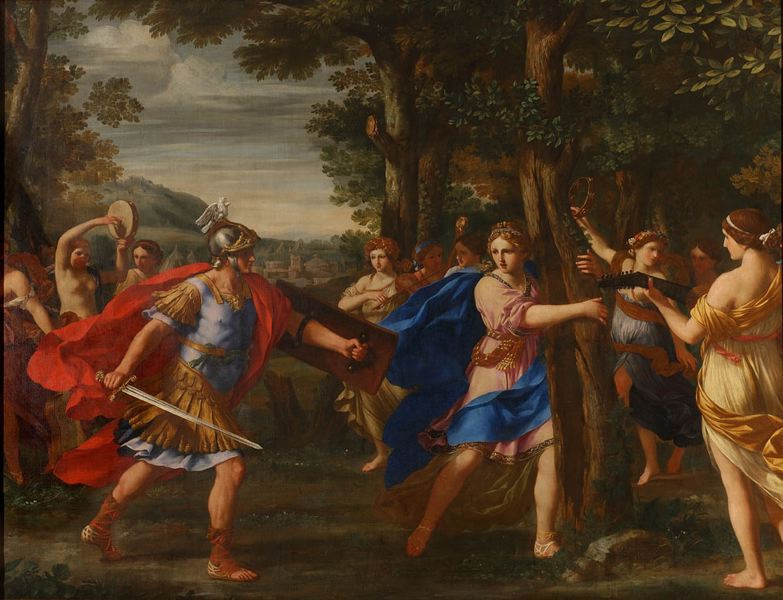
Giacinto Gimignani, Spotkanie Rinalda i Armidy, 1640

Giacinto Gimignani (ur. 1606 w Pistoi, zm. 1681 w Rzymie) – włoski malarz okresu baroku.
Kształcił się w Pistoi w warsztacie swojego ojca Alessiego, około 1630 roku wyjechał do Rzymu. Jego pierwsze obrazy wykazywały wpływ Nicolasa Poussina. W 1643 r. urodził mu się syn Ludovico, który później został przełożonym Akademii Świętego Łukasza. W 1652 r. przeniósł się do Florencji, gdzie pracował na dworze Medyceuszy, wykonując liczne zamówienia. W 1661 roku powrócił do Rzymu, gdzie zakończył swoją karierę. Malował głównie na zlecenia kardynała Giulia Rospigliosiego, który w roku 1667 został wybrany na papieża, przyjmując imię Klemensa IX.